# Liste de jeux GameCube

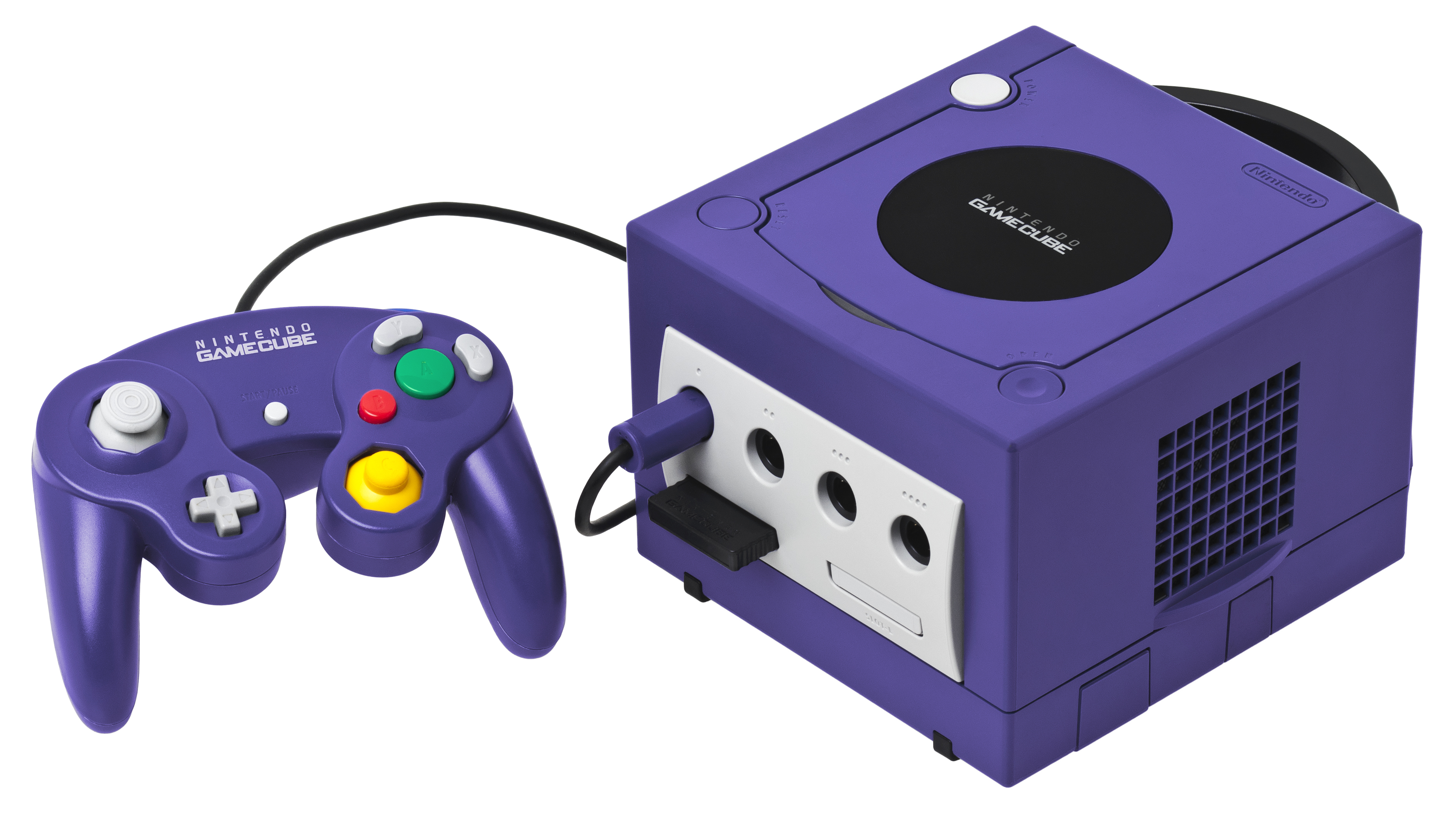
Console de jeux vidéos Nintendo GameCube

Cet article contient une liste des jeux GameCube.
Par souci de cohérence avec le reste de Wikipédia en français, il est utile de mettre les appellations françaises si le jeu possède un nom français.
- Haut – A
- B
- C
- D
- E
- F
- G
- H
- I
- J
- K
- L
- M
- N
- O
- P
- Q
- R
- S
- T
- U
- V
- W
- X
- Y
- Z

## 0-9
- 007 : Espion pour cible
- 007: Nightfire
- 007 : Quitte ou double
- 18 Wheeler: American Pro Trucker
- 1080° Avalanche
- 4x4 Evo 2

## A
- Ace Golf
- Âge de glace 2, L'
- Aggressive Inline
- Alien Hominid
- All-Star Baseball 2002
- All-Star Baseball 2003
- All-Star Baseball 2004
- Amazing Island
- American Chopper 2: Full Throttle
- Animal Crossing
- Animaniacs: The Great Edgar Hunt
- Aquaman: Battle for Atlantis
- Army Men: Air Combat - The Elite Missions
- Army Men: RTS
- Army Men: Sarge's War
- Astérix et Obélix XXL
- ATV Quad Power Racing 2
- Auto Modellista
- Avatar, le dernier maître de l'air
- Aventures de Porcinet, Les

## B
- Backyard Baseball
- Backyard Football
- Backyard Sports: Baseball 2007
- Bad Boys 2
- Baldur's Gate: Dark Alliance
- Barbarian
- Baseball 2003, The
- Baten Kaitos : Les Ailes éternelles et l'Océan perdu
- Baten Kaitos Origins
- Batman Begins
- Batman: Dark Tomorrow
- Batman: Rise of Sin Tzu
- Batman : Vengeance
- Battalion Wars
- Battle Stadium D.O.N
- Beach Spikers: Virtua Beach Volleyball
- Beyblade: Super Tournament Battle
- Beyond Good and Evil
- Bienvenue chez les Robinson
- Big Air Freestyle
- Big Mutha Truckers
- Bilbo le Hobbit
- Billy et Mandy, aventuriers de l'au-delà
- Billy Hatcher and the Giant Egg
- Bionicle
- Bionicle Heroes
- Black and Bruised
- Bleach GC: Tasogare ni Mamieru Shinigami
- Blood Omen 2: Legacy of Kain
- BloodRayne
- Bloody Roar: Primal Fury
- BlowOut
- BMX XXX
- Bob l'éponge, le film
- Bob l'éponge : Bataille pour Bikini Bottom
- Bob l'éponge : La Créature du crabe croustillant
- Bob l'éponge : Revenge of the Flying Dutchman
- Bob l'éponge : Silence on tourne !
- Bob l'éponge et ses amis : Un pour tous, tous pour un !
- Bob l'éponge et ses amis : Attaque sur l'île du volcan
- Bobobōbo Bōbobo Dassutsu! Hajike Royale
- Bomberman Generation
- Bomberman Jetters
- Bomberman Land 2
- Bons Baisers de Russie
- Braquage à l'italienne
- Bratz: Forever Diamondz
- Bratz: Rock Angelz
- Buffy contre les vampires : Chaos Bleeds
- Burnout
- Burnout 2: Point of Impact
- Butt-Ugly Martians: Zoom or Doom!

## C
- Cabela's Big Game Hunter 2005 Adventures
- Cabela's Dangerous Hunts 2
- Cabela's Outdoor Adventures
- Call of Duty : Le Jour de gloire
- Call of Duty 2: Big Red One
- Capcom vs. SNK 2 EO: Millionaire Fighting 2001
- Captain Tsubasa: Ōgon Sedai no Chōsen
- Carmen Sandiego : Le Secret des tam-tams volés
- Cars : Quatre Roues
- Casper: Spirit Dimensions
- Castle Shikigami II: War of the Worlds
- Castleween
- Catwoman
- Cel Damage
- Chaosfield
- Charinko Hero
- Charlie et la Chocolaterie
- Charlie's Angels
- Chibi-Robo!
- Chicken Little
- City Racer
- Cocoto Funfair
- Cocoto Kart Racer
- Cocoto Platform Jumper
- Codename : Kids Next Door - Opération: J.E.U.V.I.D.E.O.
- Conan (2004)
- Conflict: Desert Storm
- Conflict: Desert Storm II - Back to Baghdad
- Coupe du monde : FIFA 2002
- Coupe du monde FIFA 2006
- Crash Bandicoot : La Vengeance de Cortex
- Crash Nitro Kart
- Crash Tag Team Racing
- Crazy Taxi
- Cubic Lode Runner
- Cubivore: Survival of the Fittest
- Cubix Robots for Everyone: Showdown
- Custom Robo

## D
- Dakar 2
- Dancing Stage Mario Mix
- Dark Summit
- Darkened Skye
- Dave Mirra Freestyle BMX 2
- Dead to Rights
- Def Jam Vendetta
- Def Jam: Fight for NY
- Defender
- Densetsu no Quiz Ō Ketteisen
- Derby Tsuku 3: Derby Uma o Tsukurō!
- Désastreuses Aventures des orphelins Baudelaire, Les
- Die Hard: Vendetta
- Digimon Rumble Arena 2
- Digimon World 4
- Dinotopia: The Sunstone Odyssey
- Disney : Cache-cache furtif
- Disney Sports: American Football
- Disney Sports: Basketball
- Disney Sports: Football
- Disney Sports: Skateboarding
- Disney's Extreme Skate Adventure
- Disney's Magical Mirror starring Mickey Mouse
- Disney's Party
- Dokapon DX
- Donald Duck : Qui est PK ?
- Donald Duck Couak Attack
- Donkey Kong Jungle Beat
- Donkey Konga
- Donkey Konga 2
- Donkey Konga 3
- Dora the Explorer: Journey to the Purple Planet
- Doraemon Minna de Yūbō!
- Doshin the Giant
- Dr. Muto
- Dragon Ball Z: Budokai
- Dragon Ball Z: Budokai 2
- Dragon Ball Z: Sagas
- Dragon Drive: D-Masters Shot
- Dragon's Lair 3D: Return to the Lair
- DreamMix TV World Fighters
- Driven
- Duel Masters: Nettō! Battle Arena

## E
- Ed, Edd n Eddy: The Mis-Edventures
- Eggo Mania
- Eisei Meijin VI
- Enter the Matrix
- Eragon
- ESPN International Winter Sports
- ESPN MLS ExtraTime 2002
- Eternal Darkness: Sanity's Requiem
- Evolution Skateboarding
- Evolution Snowboarding
- Evolution Worlds

## F
- F-Zero GX
- F1 2002
- F1 Career Challenge
- Fairly OddParents, The: Shadow Showdown
- Fairly OddParents, The: Breakin' Da Rules
- Family Stadium 2003
- Ferme en folie, La
- FIFA Football 2002
- FIFA Football 2003
- FIFA Football 2004
- FIFA Football 2005
- FIFA 06
- FIFA 07
- FIFA Street
- FIFA Street 2
- Fight Night: Round 2
- Final Fantasy Crystal Chronicles
- Fire Blade
- Fire Emblem: Path of Radiance
- Franklin: A Birthday Surprise
- Freaky Flyers
- Freedom Fighters
- Freekstyle
- Freestyle Metal X
- Freestyle Street Soccer
- Frogger Beyond
- Frogger's Adventures: The Rescue
- Frogger: Ancient Shadow
- From TV Animation: One Piece Treasure Battle!
- Future Tactics: The Uprising

## G
- Gadget Racers
- Gakuen Toshi Vara Noir Roses
- Gang de requins
- Gauntlet: Dark Legacy
- Geist
- Gekitō Pro Yakyū
- Generation of Chaos Exceed
- Georges le petit curieux
- Giftpia
- Gladius
- Go! Go! Hypergrind
- Goblin Commander: Unleash the Horde
- Godzilla: Destroy All Monsters Melee
- GoldenEye : Au service du mal
- Gotcha Force
- Grooverider: Slot Car Thunder
- GT Cube
- Gun

## H
- Happy Feet
- Harry Potter à l'Ecole des Sorciers
- Harry Potter et la Chambre des Secrets
- Harry Potter et le Prisonnier d'Azkaban
- Harry Potter et la Coupe de Feu
- Harry Potter : Coupe du monde de quidditch
- Harvest Moon: A Wonderful Life
- Harvest Moon: Another Wonderful Life
- Harvest Moon: Magical Melody
- Hello Kitty: Roller Rescue
- Hikaru no Go 3
- Hitman 2: Silent Assassin
- Home Run King
- Homeland
- Hot Wheels Highway 35 World Race
- Hot Wheels: Velocity X
- Hot Wheels: World Race
- Hudson Selection Vol. 1: Cubic Lode Runner
- Hudson Selection Vol. 2: Star Soldier
- Hudson Selection Vol. 3: Bonk's Adventure
- Hudson Selection Vol. 4: Adventure Island
- Hulk
- Hunter: The Reckoning

## I
- I-Ninja
- Ikaruga
- Incredible Hulk, The: Ultimate Destruction
- Indestructibles, Les
- Indestructibles, Les : La Terrible Attaque du Démolisseur
- Intellivision Lives!
- International Superstar Soccer 2
- International Superstar Soccer 3

## J
- Jeremy McGrath Supercross World
- Jikkyō Powerful Major League
- Jikkyō Powerful Pro Yakyū 9
- Jikkyō Powerful Pro Yakyū 9 Ketteiban
- Jikkyō Powerful Pro Yakyū 10
- Jikkyō Powerful Pro Yakyū 10 Chō Ketteiban
- Jikkyō Powerful Pro Yakyū 11
- Jikkyō Powerful Pro Yakyū 11 Chō Ketteiban
- Jikkyō Powerful Pro Yakyū 12
- Jikkyō Powerful Pro Yakyū 12 Ketteiban
- Jikkyō World Soccer 2002
- Jimmy Neutron, un garçon génial
- Jimmy Neutron, un garçon génial : L'Attaque des Twonkies
- Jimmy Neutron, un garçon génial : Jet Fusion
- Judge Dredd: Dredd vs. Death

## K
- Kao the Kangaroo Round 2
- Karaoke Revolution Party
- Kelly Slater's Pro Surfer
- Kidō Senshi Gundam: Senshitachi no Kiseki
- Killer7
- King Arthur
- King Kong
- Kirby Air Ride
- Kiwame Mahjong DX II
- Knights of the Temple: Infernal Crusade
- Knockout Kings 2003
- Konjiki no Gash Bell!! Go! Go! Mamono Fight!!
- Konjiki no Gash Bell!! Yūjō no Tag Battle
- Korokke! Ban-Ō no Kiki o Sukue
- Kururin Squash!

## L
- Largo Winch : Aller simple pour les Balkans
- Legend of Golfer
- Legend of Spyro, The: A New Beginning
- Legend of the Quiz Tournament of Champions, The
- Legend of Zelda, The: Collector's Edition, The
- Legend of Zelda, The: Four Swords Adventures
- Legend of Zelda, The: Ocarina of Time Master Quest
- Legend of Zelda, The: Twilight Princess
- Legend of Zelda, The: The Wind Waker
- Legends of Wrestling
- Legends of Wrestling II
- Lego Drome Racers
- Lego Star Wars, le jeu vidéo
- Lego Star Wars II: La Trilogie originale
- Looney Tunes passent à l'action, Les
- Lotus Challenge
- Lucas, fourmi malgré lui
- Luigi's Mansion
- Lupin III: Umi ni Kieta Hihō

## M
- Madagascar
- Madden NFL 2002
- Madden NFL 2003
- Madden NFL 2004
- Madden NFL 2005
- Madden NFL 06
- Madden NFL 07
- Madden NFL 08
- Major League Baseball 2K6
- Manoir hanté et les 999 Fantômes, Le
- Mario Golf: Toadstool Tour
- Mario Kart: Double Dash!!
- Mario Party 4
- Mario Party 5
- Mario Party 6
- Mario Party 7
- Mario Power Tennis
- Mario Smash Football
- Mario Superstar Baseball
- Mark Davis Pro Bass Challenge
- Martial Champion
- Marvel Nemesis : L'Avènement des imparfaits
- Mary-Kate and Ashley: Sweet 16 - Licensed to Drive
- Mat Hoffman's Pro BMX 2
- MaxPlay Classic Games Volume 1
- MC Groovz Dance Craze
- Medabots Infinity
- Medal of Honor : En première ligne
- Medal of Honor : Les Faucons de guerre
- Medal of Honor : Soleil levant
- Mega Man: Anniversary Collection
- Mega Man Network Transmission
- Mega Man X Collection
- Mega Man X Command Mission
- Men in Black II: Alien Escape
- Metal Arms: Glitch in the System
- Metal Gear Solid: The Twin Snakes
- Metroid Prime
- Metroid Prime 2: Echoes
- Micro Machines
- Midway Arcade Treasures
- Midway Arcade Treasures 2
- Midway Arcade Treasures 3
- Minority Report: Everybody Runs
- Mission: Impossible - Operation Surma
- MLB Slugfest 20-03
- MLB Slugfest 20-04
- Mobile Suit Gundam: Gundam vs. Z Gundam
- Mobile Suit Z Gundam: AEUG vs. Titans DX
- Momotarō Dentetsu 11
- Momotarō Dentetsu 12
- Monde de Narnia, Le : Le Lion, la Sorcière blanche et l'Armoire magique
- Monde de Nemo, Le
- Monopoly Party!
- Monster 4x4: Masters of Metal
- Monster House
- Monster Jam: Maximum Destruction
- Monstres et Cie : Crazy Balls
- Mortal Kombat: Deadly Alliance
- Mortal Kombat: Mystification
- Mr. Driller: Drill Land
- Muppets Party Cruise
- Muscle Champion
- Mutsu to Nohohon
- MVP Baseball 2004
- MVP Baseball 2005
- MX Superfly
- Mystic Heroes

## N
- Namco Museum
- Namco Museum: 50th Anniversary Arcade Collection
- Naruto: Clash of Ninja
- Naruto: Clash of Ninja European Version
- Naruto: Gekitō Ninja Taisen! 3
- Naruto: Gekitō Ninja Taisen! 4
- NASCAR 2005: Chase for the Cup
- NASCAR Thunder 2003
- NASCAR: Dirt to Daytona
- NBA 2K2
- NBA 2K3
- NBA Courtside 2002
- NBA Live 2003
- NBA Live 2004
- NBA Live 2005
- NBA Live 06
- NBA Street
- NBA Street Vol.2
- NBA Street V3
- NCAA College Basketball 2K3
- NCAA College Football 2K3
- NCAA Football 2003
- NCAA Football 2004
- NCAA Football 2005
- Need for Speed: Carbon
- Need for Speed : Poursuite infernale 2
- Need for Speed: Most Wanted
- Need for Speed: Underground
- Need for Speed: Underground 2
- NFL 2K3
- NFL Blitz 2002
- NFL Blitz 2003
- NFL Blitz Pro
- NFL Quarterback Club 2002
- NFL Street
- NFL Street 2
- NHL 2003
- NHL 2004
- NHL 2005
- NHL 06
- NHL 2K3
- NHL Hitz 2002
- NHL Hitz 2003
- NHL Hitz 2004
- NHL Hitz Pro
- Nickelodeon Party Blast
- Nintendo Puzzle Collection
- Nos voisins, les hommes

## O
- Odama
- Ohenro-San (en)
- One Piece Grand Battle 3
- One Piece: Pirates' Carnival (en)
- Outlaw Golf

## P
- P.N.03
- Pac-Man Fever
- Pac-Man Vs.
- Pac-Man World 2
- Pac-Man World 3
- Pac-Man World Rally
- Paper Mario : La Porte millénaire
- Phantasy Star Online: Episode I and II
- Phantasy Star Online: Episode I and II Plus
- Phantasy Star Online Episode III: C.A.R.D. Revolution
- Pierrafeu à Rock Vegas, Les
- Pikmin
- Pikmin 2
- Pinball Hall of Fame: The Gottlieb Collection
- Pitfall : L'Expédition perdue
- Pokémon Box: Ruby and Sapphire
- Pokémon Channel
- Pokémon Colosseum
- Pokémon XD : Le Souffle des ténèbres
- Pôle express, Le
- Pool Edge
- Pool Paradise
- Power Rangers : Dino Tonnerre
- Powerpuff Girls, The : L'Attaque des aromates
- Prince of Persia : Les Sables du temps
- Prince of Persia : L'Âme du guerrier
- Prince of Persia : Les Deux Royaumes
- Pro Rally
- Pro WTA Tour Tennis
- Puyo Pop Fever

## Q
- Quatre Fantastiques, Les

## R
- R: Racing
- Radilgy
- Rally Championship
- Rampage: Total Destruction
- Ratatouille
- Rave Master
- Rayman 3: Hoodlum Havoc
- Rayman Arena
- Rebelles de la forêt, Les
- Red Faction II
- RedCard 20-03
- Règne du feu, Le
- Rei Fighter Gekitsui Senki
- Resident Evil (2002)
- Resident Evil 2
- Resident Evil 3: Nemesis
- Resident Evil 4
- Resident Evil Zero
- Resident Evil: Code Veronica X
- Ribbit King
- RoadKill
- RoboCop
- Robotech: Battlecry
- Robots
- Rocket Power: Beach Bandits
- Rocky
- Rogue Ops
- Roi Scorpion, Le : L'Ascension de l'Akkadien
- Rois de la glisse, Les
- Room Zoom: Race for Impact
- Royaumes perdus, Les
- Royaumes perdus II, Les
- Rugrats: Royal Ransom

## S
- Samurai Jack: The Shadow of Aku
- Scaler (en)
- Scooby-Doo! Démasqué
- Scooby-Doo! Le Livre des ténèbres
- Scooby-Doo! Night of 100 Frights
- SD Gundam: Gashapon Wars
- Sea World: Shamu's Deep Sea Adventure
- Second Sight
- Sega Soccer Slam
- Seigneur des anneaux, Le : Les Deux Tours
- Seigneur des anneaux, Le : Le Retour du roi
- Seigneur des anneaux, Le : Le Tiers-Âge
- Serious Sam: Next Encounter
- Shadow the Hedgehog
- Shaman King : Soul Fight
- Shinseiki GPX Cyber Formula: Road to the Evolution
- Shonen Jump's One Piece: Grand Adventure
- Shonen Jump's One Piece: Grand Battle
- Shrek: Extra Large
- Shrek 2
- Shrek: Smash n' Crash Racing
- Shrek: Super Party
- Shrek: Super Slam
- Simpsons, The: Hit and Run
- Simpsons, The: Road Rage
- Sims, Les
- Sims, Les : Permis de sortir
- Sims 2, Les
- Sims 2, Les : Animaux et Cie
- Skies of Arcadia Legends
- Smashing Drive
- Smuggler's Run: Warzones
- Somme de toutes les peurs, La
- Sonic Adventure DX Director's Cut
- Sonic Adventure 2 Battle
- Sonic Gems Collection
- Sonic Heroes
- Sonic Mega Collection
- Sonic Riders
- SoulCalibur II
- Souris City
- Space Raiders
- Spartan: Total Warrior
- Spawn: Armageddon
- Special Jinsei Game
- Speed Challenge: Jacques Villeneuve's Racing Vision
- Speed Kings
- Sphinx et la Malédiction de la momie
- Spider-Man
- Spider-Man 2
- Spy Hunter
- Spy Hunter 2
- Spyro: A Hero's Tail
- Spyro: Enter the Dragonfly
- SSX 3
- SSX on Tour
- SSX Tricky
- Star Fox Adventures
- Star Fox: Assault
- Star Wars: Bounty Hunter
- Star Wars: The Clone Wars
- Star Wars Jedi Knight II: Jedi Outcast
- Star Wars: Rogue Squadron II - Rogue Leader
- Star Wars Rogue Squadron III - Rebel Strike
- Starsky et Hutch
- Street Hoops
- Street Racing Syndicate
- Strike Force Bowling
- Summoner: A Goddess Reborn
- Super Bubble Pop
- Super Bust-a-Move: All Stars
- Super Mario Sunshine
- Super Monkey Ball
- Super Monkey Ball 2
- Super Monkey Ball Adventure
- Super Robot Taisen GC
- Super Smash Bros. Melee
- Superman: Shadow of Apokolips
- SX Superstar

## T
- Tak et le Pouvoir de Juju
- Tak 2 : Le Sceptre des rêves
- Tak: The Great Juju Challenge
- Tales of Symphonia
- Tarzan Freeride
- Taxi 3
- Taz Wanted
- Teen Titans
- Teenage Mutant Ninja Turtles
- Teenage Mutant Ninja Turtles 2: Battle Nexus
- Teenage Mutant Ninja Turtles 3: Mutant Nightmare
- Tengai Makyō II: Manjimaru
- Tensai Bit-Kun: Gramon Battle
- Terminator 3: The Redemption
- Tetris Worlds
- Tiger Woods PGA Tour 2003
- Tiger Woods PGA Tour 2004
- Tiger Woods PGA Tour 2005
- Tiger Woods PGA Tour 06
- TimeSplitters 2
- TimeSplitters: Future Perfect
- TMNT
- TMNT: Mutant Melee
- Tom and Jerry in War of the Whiskers
- Tom Clancy's Ghost Recon
- Tom Clancy's Ghost Recon 2
- Tom Clancy's Rainbow Six 3: Raven Shield
- Tom Clancy's Rainbow Six: Lockdown
- Tom Clancy's Splinter Cell
- Tom Clancy's Splinter Cell: Pandora Tomorrow
- Tom Clancy's Splinter Cell: Chaos Theory
- Tom Clancy's Splinter Cell: Double Agent
- Tomb Raider: Legend
- Tonka: Rescue Patrol
- Tony Hawk's American Wasteland
- Tony Hawk's Pro Skater 3
- Tony Hawk's Pro Skater 4
- Tony Hawk's Underground
- Tony Hawk's Underground 2
- Top Angler
- Top Gun: Combat Zones
- Tower of Druaga, The
- Transworld Surf: Next Wave
- Trigger Man
- True Crime: New York City
- True Crime: Streets of LA
- Tube Slider
- Turok Evolution
- Ty, le tigre de Tasmanie
- Ty, le tigre de Tasmanie 2 : Opération Sauvetage
- Ty, le tigre de Tasmanie 3 : Nuit du Quinkan

## U
- UEFA Champions League 2004-2005
- UFC: Throwdown
- Ultimate Muscle: Legends vs. New Generation
- Ultimate Spider-Man
- Universal Studios Theme Park Adventure
- Urbz, Les : Les Sims in the City

## V
- V-Rally 3
- Vexx
- Viewtiful Joe
- Viewtiful Joe 2
- Viewtiful Joe: Red Hot Rumble
- Virtua Quest
- Virtua Striker 3 ver. 2002
- Voisin d'enfer ! - Un

## W
- Wallace et Gromit : Le Projet zoo
- Wario World
- WarioWare, Inc.: Mega Party Game$
- Wave Race: Blue Storm
- Whirl Tour
- Winnie l'ourson : À la recherche des souvenirs oubliés
- World Championship Poker
- World Championship Pool 2004
- World Racing
- World Series of Poker
- World Soccer Winning Eleven 6 Final Evolution
- Worms 3D
- Worms Blast
- Wreckless : Mission Yakusas
- WWE Crush Hour
- WWE Day of Reckoning
- WWE Day of Reckoning 2
- WWE WrestleMania X8
- WWE WrestleMania XIX

## X
- X-Men 2 : La Vengeance de Wolverine
- X-Men, le jeu officiel
- X-Men Legends
- X-Men Legends II : L'Avènement d'Apocalypse
- X-Men: Next Dimension
- XG3: Extreme-G Racing
- XGRA: Extreme-G Racing Association
- XIII

## Y
- Yu-Gi-Oh! L'Empire des illusions

## Z
- Zapper : Le Criquet ravageur !
- Zatch Bell! Mamodo Battles
- Zatch Bell! Mamodo Fury
- Zoids Vs.
- Zoids Vs. III
- Zoids: Battle Legends
- Zoids: Full Metal Crash
- ZooCube